# 吴桢
吴桢（1911年5月23日—2003年6月30日），男，江苏仪征人，中国社会学家、社会活动家，曾任江苏省社会学学会会长，九三学社中央委员会常务委员、江苏省委员会主任委员，江苏省政协常委。

## 家庭
父亲吴振南，曾任中华民国海军少将，上海交通大学教授，上海市人民政府参事。